# الإسلام في إسواتيني

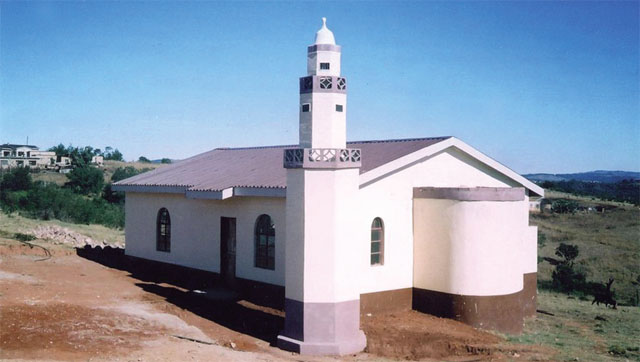
صورة لمسجد بيت الهادي ، في إسواتيني.

مملكة إسواتيني هي مملكة ذات أغلبية مسيحية ساحقة، إذ يشكل المسلمون أقلية صغيرة. بسبب الطبيعة العلمانية لدستور إيسواتيني، يتمتع المسلمون بحرية الدعوة إلى الإسلام وبناء دور العبادة في البلاد.
المملكة هي موطن لأكثر من مليون شخص، أقل من 1٪ منهم يعتبرون مسلمين، ومعظمهم ينتمون إلى الطائفة السنية مع أقلية تنتمي إلى الطائفة الأحمدية. يعتقد أن تاريخ الإسلام في إيسواتيني يعود إلى الفترة الاستعمارية، عندما استقر العديد من المسلمين في إيسواتيني مهاجرين من بلدان أخرى تحت سيطرة الإمبراطورية البريطانية، كما هو الحال في جنوب إفريقيا.
وفقًا لكتاب حقائق العالم الذي أصدرته وكالة المخابرات المركزية الأمريكية، فإن 2٪ فقط من سكان إيسواتيني ذو الأغلبية المسيحية مسلمون. يتألف المجتمع المسلم في إيسواتيني من مسلمين محليين (معظمهم من المسلمين السنة) ولاجئين ومهاجرين من آسيا والدول الأفريقية المجاورة. الجماعة الأحمدية تضم 250 عضوًا في البلاد.

## تاريخ
استقر المسلمون في إيسواتيني خلال الفترة الاستعمارية، ظهر مجتمع نشط في أوائل الستينيات عندما وصل مسلمو ملاوي إلى إسوانتي للعمل في مناجم الأسبستوس. تحول عدد قليل من السكان المحليين إلى الإسلام وتشكلت مجتمعات مسلمة في بعض البلدات الصغيرة. أصبح الإسلام دينًا معترفًا به في عام 1972 في عهد سوبهوزا الثاني. ومنذ ذلك الحين شارك المسلمون في احتفالات الجمعة العظيمة الوطنية للصلاة من أجل رفاهية الملك، وإنشأت العديد من المؤسسات الإسلامية في المناطق الحضرية.